# Adam Fedoruk
Adam Bogdan Fedoruk (ur. 11 grudnia 1966 w Elblągu) – polski piłkarz i trener, były reprezentant Polski. Występował na pozycji pomocnika.

## Kariera zawodnicza

### Kluby
Grę w piłką nożną rozpoczął w Olimpii Elbląg. Po występach w III lidze, w roku 1985, przeszedł do I-ligowej Stali Mielec. Dobra gra w tym klubie zaowocowała powołaniem do Reprezentacji Polski. W roku 1993, w związku z coraz większym kryzysem mieleckiej Stali, Fedoruk zdecydował się odejść z klubu. Kolejnym zespołem w jego karierze była stołeczna KP Legia Warszawa, z którą zdobył swój pierwszy tytuł mistrza Polski oraz reprezentował zespół w Lidze Mistrzów. W roku 1995, po zakończeniu występów w Legii, Fedoruk grał jeszcze w kilku polskich klubach I-ligowych (m.in. w Amice Wronki, Rakowie Częstochowa) oraz w klubach niższych lig (Zatoka Braniewo, Lechia/Polonia Gdańsk, Olimpia Elbląg – w tamtym czasie występująca pod nazwami Polonia Elbląg i Polonia Olimpia Elbląg), z przerwami na występy w USA, w zespole Pittsburgh Riverhounds. Pod koniec kariery zawodniczej piłkarz został grającym trenerem elbląskiej Olimpii.

### Reprezentacja Polski
Adam Fedoruk 18 razy wystąpił w reprezentacji Polski, dla której zdobył 1 bramkę. 
| l.p. | Data                 | Miejsce          | Przeciwnik       | Rezultat | Rozgrywki       | Grał   | Uwagi |
| ---- | -------------------- | ---------------- | ---------------- | -------- | --------------- | ------ | ----- |
| 1.   | 2 lutego 1990        | Teheran          | Iran             | 2-0      | towarzyski      | od 46' |       |
| 2.   | 4 lutego 1990        | Teheran          | Iran             | 1-0      | towarzyski      | do 78' |       |
| 3.   | 21 sierpnia 1991     | Gdynia           | Szwecja          | 2-0      | towarzyski      | od 58' |       |
| 4.   | 13 listopada 1991    | Poznań           | Anglia           | 1-1      | elim. Euro 1992 | od 78' |       |
| 5.   | 3 grudnia 1991       | Kair             | Egipt            | 0-4      | towarzyski      | do 70' |       |
| 6.   | 5 grudnia 1991       | Kair             | Egipt            | 0-0      | towarzyski      | od 73' |       |
| 7.   | 9 grudnia 1991       | Kuwejt           | Kuwejt           | 2-0      | towarzyski      | 90'    |       |
| 8.   | 27 maja 1992         | Jastrzębie-Zdrój | Czechosłowacja   | 1-0      | towarzyski      | od 46' |       |
| 9.   | 9 września 1992      | Mielec           | Izrael           | 1-1      | towarzyski      | do 76' |       |
| 10.  | 23 września 1992     | Poznań           | Turcja           | 1-0      | elim. MŚ 1994   | od 65' |       |
| 11.  | 18 listopada 1992    | Iława            | Łotwa            | 1-0      | towarzyski      | 90'    |       |
| 12.  | 26 listopada 1992    | Buenos Aires     | Argentyna        | 0-2      | towarzyski      | do 46' |       |
| 13.  | 29 listopada 1992    | Montevideo       | Urugwaj          | 1-0      | towarzyski      | od 89' |       |
| 14.  | 31 marca 1993        | Brzeszcze        | Litwa            | 1-1      | towarzyski      | 90'    |       |
| 15.  | 23 marca 1994        | Saloniki         | Grecja           | 0-0      | towarzyski      | do 82' |       |
| 16.  | 13 kwietnia 1994     | Cannes           | Arabia Saudyjska | 1-0      | towarzyski      | od 46' |       |
| 17.  | 4 maja 1994          | Kraków           | Węgry            | 3-2      | towarzyski      | od 46' | Gol   |
| 18.  | 12 października 1994 | Mielec           | Azerbejdżan      | 1-0      | elim. Euro 1996 | od 69' |       |

## Kariera trenerska
W roku 2001 Adam Fedoruk powrócił do rodzinnego Elbląga i podjął pracę w Olimpii Elbląg, której jest wychowankiem. Już po roku pracy awansował z drużyną z IV do III ligi oraz dotarł do 1/16 finału Pucharu Polski. Mimo utrzymania się w lidze, w kolejnym sezonie nastąpiła zmiana trenera, a Fedoruka zastąpił inny były Olimpijczyk Andrzej Bianga. Fedoruka zatrudnił tolkmicki MGKS. Z początkiem 2007 roku miał zostać trenerem IV-ligowego Sokoła Ostróda, jednak ostatecznie znalazł zatrudnienie w I-ligowym Zagłębiu Lubin, jako specjalista ds. przygotowania technicznego, u boku I trenera lubinian Czesława Michniewicza (asystenta Fedoruka w Olimpii Elbląg). Później trenował zespół MESA Zagłębia Lubin i był asystentem Rafała Ulatowskiego w GKS Bełchatów. Razem z trenerem Ulatowskim opuścił klub w 2010 roku i przeniósł się do Cracovii. Po rozwiązaniu umowy z Cracovią, w grudniu 2010 roku podpisał umowę ze swoim macierzystym klubem Olimpią Elbląg w którym pełnił funkcję trenera-koordynatora grup młodzieżowych. We wrześniu 2013 r. zastąpił Rafała Ulatowskiego, którego był od czerwca 2013 r. asystentem, na stanowisku trenera I-ligowej Miedzi Legnica. W maju 2014 został zwolniony z posady trenera legnickiego zespołu. 5 września 2014 Fedoruk został szkoleniowcem IV-ligowej Mławianki Mława. 25 sierpnia 2016 roku został trenerem Karpat Krosno. 5 czerwca 2019 podpisał umowę i został trenerem 1-ligowej drużyny Wigry Suwałki.

## Sukcesy
Mistrzostwo Polski:
- 1993/1994 z Legią Warszawa
- 1994/1995 z Legią Warszawa

Puchar Polski:
- 1993/1994 z Legią Warszawa
- 1994/1995 z Legią Warszawa